# بیکسی

بیکسی

بیکسی نام دوچرخه‌های شهری همگانی در شهر مونترال کانادا می‌باشد. بیکسی(bixi) از ترکیب دو واژه دوچرخه (bicycle) و تاکسی (taxi) به وجود آمده و یکی از وسیله‌های ترابری شهری به شمار می‌آید.
دوچرخه‌های بیکسی در مونترال جزو سیستم‌های دوچرخه عمومی محسوب می‌شوند که با هدف دلگرمی شهروندان به بکارگیری دوچرخه به جای خودرو برای مسافرت‌های کوتاه درون شهری و برای کاهش ترافیک و آلودگی هوا ایجاد شده‌اند.

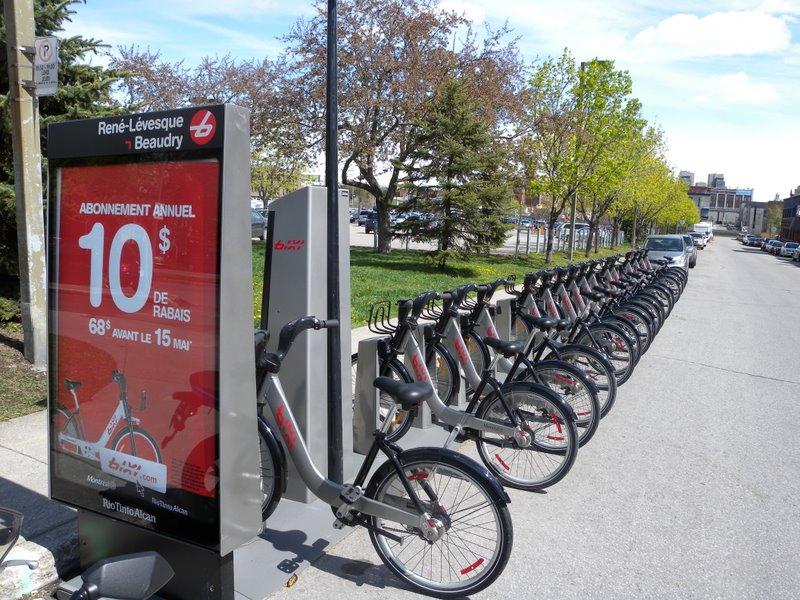
دوچرخه‌های بیکسی

سیستم دوچرخه‌های عمومی به کاربران این توانایی را می‌دهد که با صرف هزینه‌ای ناچیز دوچرخه‌ای را از مکانی مشخص برداشته و پس از بهره گیری به مکان دیگر باز گردانند. 
هم اکنون بسیاری از شهرها مانند بوستون، نیویورک، تورنتو، و مونترال از این سیستم برخوردارند.
این سیستم در مونترال در سال ۲۰۰۹ اندازی شده و تاکنون ۵۰۰۰ دوچرخه را در ۵۰۰ ایستگاه گوناگون در دست مردم نهاده‌است. دوچرخه‌های بیکسی به گونه ۲۴ ساعته و در ۳ فصل از سال (از می‌تا نوامبر) در دست کاربران قرار داشته و پیش از آغاز زمستان از سطح شهر برداشته می‌شوند و در ماه می‌سال آینده دوباره راه اندازی می‌شوند. با اینکه بیکسی تا اندازه‌ای همانند به سیستم دوچرخه‌های عمومی در اروپا (به ویژه پاریس و لیون) بوده، ا ز مزایای ویژه‌ای در برابر آنها برخوردار است. برای نمونه، بر خلاف مدل‌های اروپایی، ایستگاههای دوچرخهٔ بیکسی دارای سیستم خودکار بوده و امکان پرداخت با کارت اعتباری را برای بهره گیری کنندگان فراهم می‌کند. انرژی این سیستمهای خودکار از صفحه‌های خورشیدی تعبیه شده در ایستگاه‌های بیکسی تهیه می‌شود. همگی هزینه بکارگیری دوچرخه‌های بیکسی با کارت اعتباری انجام می‌شود. پس از نهادن کارت اعتباری در دستگاه، شمارهٔ رمز دوچرخه بر روی برگه‌ای چاپ شده و در دست کاربر قرار می‌گیرد. با وارد کردن شماره رمز در کنار دوچرخهٔ دلخواه قفل آن باز می‌شود. پس از باز گرداندن دوچرخه به ایستگاه، چراغ سبز رنگی روشن شده که تأییدی بر بازگردانده شدن دوچرخه‌است.

## بازگشتار
مشارکت‌کنندگان ویکی‌پدیا. «Bixi». در دانشنامهٔ ویکی‌پدیای انگلیسی، بازبینی‌شده در ۲۶ شهریور ۱۳۸۹.